# Wiggersdiagram

Wiggersdiagram som visar Hjärtcykeln.

Wiggersdiagram är ett standarddiagram som används vid hjärtundersökningar, och har fått sitt namn efter Dr. Carl J. Wiggers.
X-axeln visar tiden och Y-axeln innehåller olika storheter uppställda under varandra för att tydligare visa hjärtats funktioner.
- Blodtryck
  - Aortatryck
  - förmakstryck
  - kammartryck
- kammarvolym
- Elektrokardiogram
- Artärsflöde (optional)
- hjärtljud (optional)

Genom att sätta sätta alla dessa storheter i samma diagram blir det enklare att illustrera förhållandet mellan dem i hjärtcykeln.

## Händelser i en cykel
|    | Fas                                            | EKG         | Hjärtljud             | Fickklaffar | Segelklaffar |
| A  | Systole i förmaken                             | P-våg       | S4*                   | stängda     | öppna        |
| B  | Systole i kamrarna - isovolymfas               | QRS-komplex | S1 (första ljudet)    | stängda     | stängda      |
| C1 | Systole i kamrarna - tömning 1 av blod         | -           |                       | öppna       | stängda      |
| C2 | Systole i kamrarna - tömning 2 av blod         | T-våg       |                       | öppna       | stängda      |
| D  | Diastole i kamrarna - isovolymfas              | -           | S2 (det andra ljudet) | stängda     | stängda      |
| E1 | Diastole i kamrarna - Kammarfyllning 1 av blod | -           | S3*                   | stängda     | öppna        |
| E2 | Diastole i kamrarna - Kammarfyllning 2 av blod | -           |                       | stängda     | öppna        |

Notera att under de isovolymetriska faserna så är alla hjärtklaffar stängda samtidigt. Att alla klaffar är öppna sker normalt inte. 
- S3 och S4 är hjärtljud som bara hörs vid sjukdomstillstånd och hörs normalt inte.

## Bilder

Systole
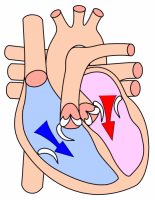
Diastole
EKG
The EKG-kurvan. P=P-våg, PQ=PQ-tiden, QRS=QRS-komplex, QT=QT-tid, ST=ST-sträcka, T=T-våg